# ببغاء أزرق البطن
الببغاء أزرق البطن (الاسم العلمي: Triclaria malachitacea) هو نوع من الببغاء يعيش في الغابات الأطلسية الرطبة في جنوب شرق البرازيل وكذلك في بعض مناطق الأرجنتين، يعتبر الببغاء أزرق البطن نوع غير مهدد بالانقراض.